# بید (شاهنامه)
بید در شاهنامه نام سردار  ِشاه مازندران است. وی دیوی بود که به نگهبانی از زندان کاووس گُمارده شده بود و به‌دست رستم کشته شد.
در سنسکریت از ریشه veda به معنی دانستن و علم است.
فردوسی در بیت زیر، از بید، چنین یاد کرده‌است:
| نمایی مرا جای دیو سپید |  | همان جای پولادغندی و بید |